# 글라트베크

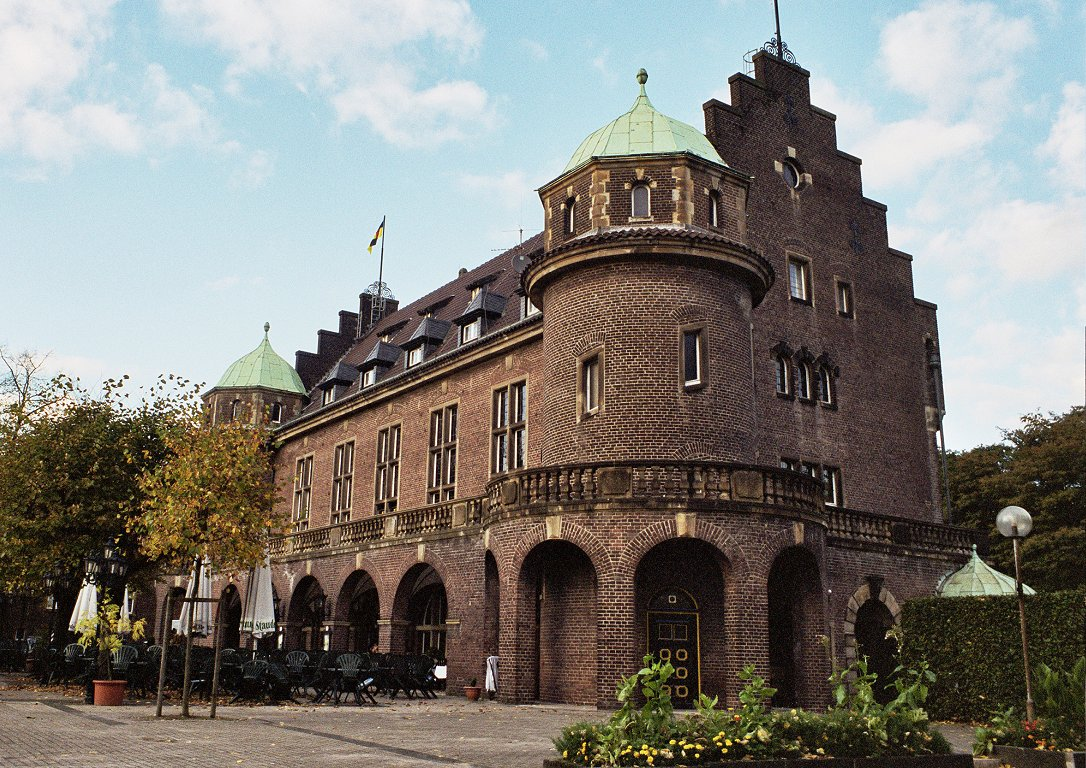

글라트베크(독일어: Gladbeck)는 독일 노르트라인베스트팔렌주의 도시이다.